# マティルド・ド・ブローニュ
マティルド・ド・ブローニュ（Mathilde de Boulogne, 1103年/1105年 - 1152年3月3日）は、ブローニュ女伯（マティルド1世、在位：1125年 - 1151年）。イングランド王スティーブンの妃。英語名はマティルダ・オブ・ブロイン（Matilda of Boulogne）。

## 生涯
ブローニュ伯ウスタシュ3世の娘としてブローニュで生まれた。母メアリーはスコットランド王マルカム3世と王妃マーガレットの娘で、イングランド王ヘンリー1世の王妃マティルダとは姉妹であった。つまり、マティルドはモード皇后（マティルダ）の母方の従姉妹であった（夫スティーブンはモードの父方の従兄である）。また、父方の叔父に第1回十字軍の指導者であったゴドフロワ・ド・ブイヨンおよびエルサレム王ボードゥアン1世がいる。
1125年にヘンリー1世の計らいでブロワ伯エティエンヌ2世の息子エティエンヌ、後のイングランド王スティーブンと結婚した。前後してウスタシュ3世が死去しており、マティルドは夫と共にブローニュ伯となった。1135年にヘンリー1世が亡くなると夫がモードを出し抜いてイングランド王に即位、12月26日に夫妻揃ってウェストミンスター寺院で戴冠しそれぞれイングランド王・王妃となった。スティーブンは戦士としては勇敢だが性格が弱く優柔不断で、為政者としての能力に欠けるとの評判だが、ロンドン市民に受け入れられたマティルドは淑やかで美しく女性の魅力に溢れるだけでなく、騎士顔負けの勇気と決断力の持ち主で夫を支えた。
スティーブン王の治世はイングランド王位を巡ってモードとの間に内戦が続いたが（無政府時代と呼ばれる）、マティルドは夫を強力に支援した。1141年2月の第一次リンカーンの戦いで夫はモードの異母兄・グロスター伯ロバートに敗れて捕虜となるが、マティルドはモードからロンドンを奪回、9月には自ら軍を率いてグロスター伯を捕虜とし、夫を捕虜交換で取り戻す働きもしている。
1152年、内戦の終結を見届けることなく、夫に先立って死去した。スティーブンは妻の死で悲嘆に暮れ、モードの息子アンリとの和睦に傾いた。翌1153年8月の長男ウスタシュの急死が和睦に拍車をかけ、11月にスティーブンとアンリは和睦（ウォーリングフォード協定、ウィンチェスター協定とも）、1154年のスティーブンの死でアンリはイングランド王ヘンリー2世に即位した。マティルドの遺体はケント・フェヴァーシャム修道院に埋葬され、後に夫と長男も同じく修道院へ埋葬された。

## 子女
夫との間に3男2女をもうけた。
- ボードゥアン（ボルドウィン、1126年頃 - 1135年）
- ウスタシュ4世（1130年頃 - 1153年） - ブローニュ伯
- マオー（マティルダ、1133/4年 - 1135年）
- マリー（1136年 - 1182年） - ブローニュ女伯、フランドル伯ティエリー・ダルザスの長男マチューと結婚。
- ギヨーム1世（1137年頃 - 1159年） - ブローニュ伯